# Устимівка (станція)
Устимівка — проміжна станція Південно-Західної залізниці, знаходиться на лінії Фастів-1 — Миронівка. Розташована в однойменному селі Білоцерківського району Київської області.
Станція розміщується між зупинними пунктами Паляничинці (відстань — 7 км) та Гай (відстань — 7 км).
Станція виникла 1876 року, коли було відкрито лінію Фастів — Миронівка, під назвою Устинівка. У 1963 році електрифікована разом із лінією Фастів — Миронівка. Сучасна назва з 2023 року.

## Розклад
- Розклад руху приміських поїздів;
- ст. Устиновка